# Lars Hjälmered
Lars Olof Hjälmered (ur. 22 lutego 1977 w gminie Göteborg) – szwedzki polityk, inżynier i samorządowiec, działacz Umiarkowanej Partii Koalicyjnej, poseł do Riksdagu.

## Życiorys
Ukończył szkołę średnią w Göteborgu. W latach 1997–2001 studiował historię gospodarczą, pedagogikę i administrację publiczną na Uniwersytecie w Göteborgu. W 2003 uzyskał magisterium z inżynierii mechanicznej na Uniwersytecie Technicznym Chalmersa. W tym samym roku był kierownikiem projektu w fundacji Stiftelsen Sverige i Europa, popierającej w odbywającym się w 2003 referendum opcję wprowadzenia w Szwecji waluty euro. Później odpowiadał m.in. za IT i komunikację w firmie Volvo w Trollhättan.
Zaangażował się w działalność polityczną w ramach Umiarkowanej Partii Koalicyjnej. W latach 2002–2006 był radnym miejskim w Göteborgu. W wyborach w 2006 po raz pierwszy uzyskał mandat deputowanego do Riksdagu. Z powodzeniem ubiegał się o poselską reelekcję w 2010, 2014 i 2018, zasiadając w parlamencie do 2022. W tym samym roku został sekretarzem stanu w kierowanym przez Elisabeth Svantesson ministerstwie finansów.